# Шавлія кільчаста
Шавлія кільчаста (Salvia verticillata) — вид рослин з роду шавлія.

## Народні назви
- Буквиця
- Дідове сало
- Жалька
- Криничник
- Свинюх

## Морфологія

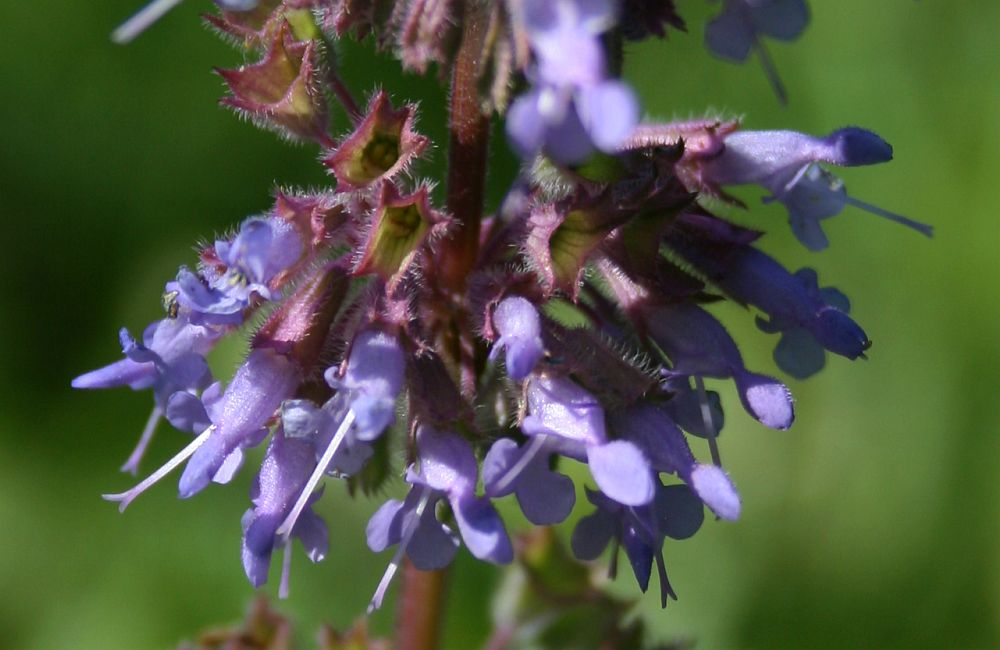
Квіти шавлії кільчастої

Багаторічна рослина. Стебла численні, прості, рідше гілчасті, прямі, густо опушені багатоклітковими волосками.
Листя серцеподібно-яйцеподібні, гострі, кінці листової пластинки городчаті, розміщуються кільцями, звідки походить і назва рослини.
Квітки по 16-35 зібрані в мутовки; вінчик двогубий, ліловий, іноді білий. Цвіте в липні-вересні. Кожна квітка цвіте 2 дні, при цьому виділяє 0,22-0,42 мг нектару (залежить від погодних умов), окремі квіти аж до 2 мг. Середній вміст цукру в нектарі коливається в межах 50-86 %, прозорий, безбарвний, без запаху. Бджоли охоче відвідують нектар і пилок.
Плоди — яйцеподібні, коричнюваті, гладенькі горішки — дозрівають в серпні-вересні.

## Екологія
Росте на відкритих смітних місцях, а також на глинистих обривах та вапнякових схилах.

## Поширення
- Азія

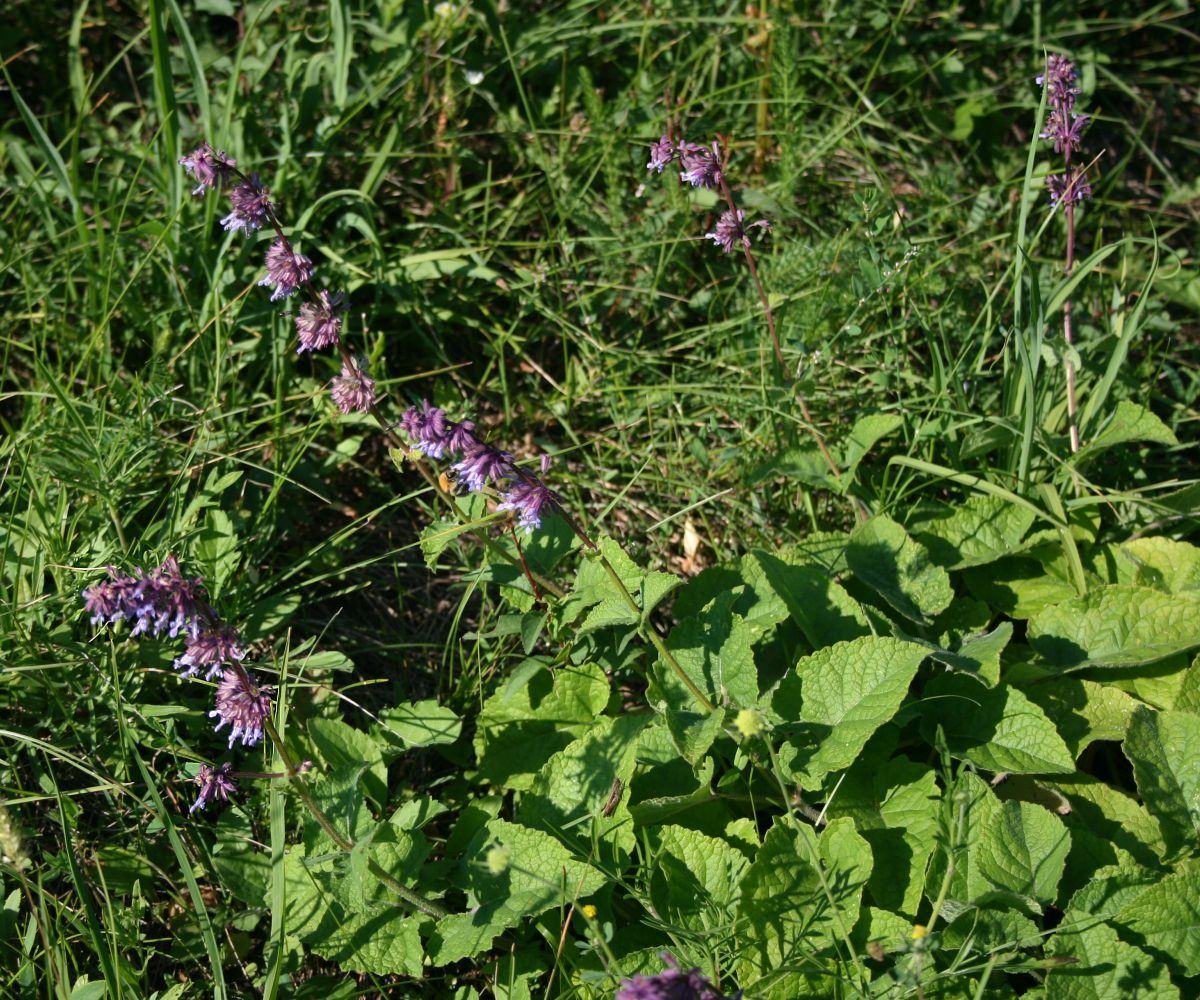
Шавлія кільчаста в Нижній Австрії на східному краю Альп на висоті
350 м над рівнем моря

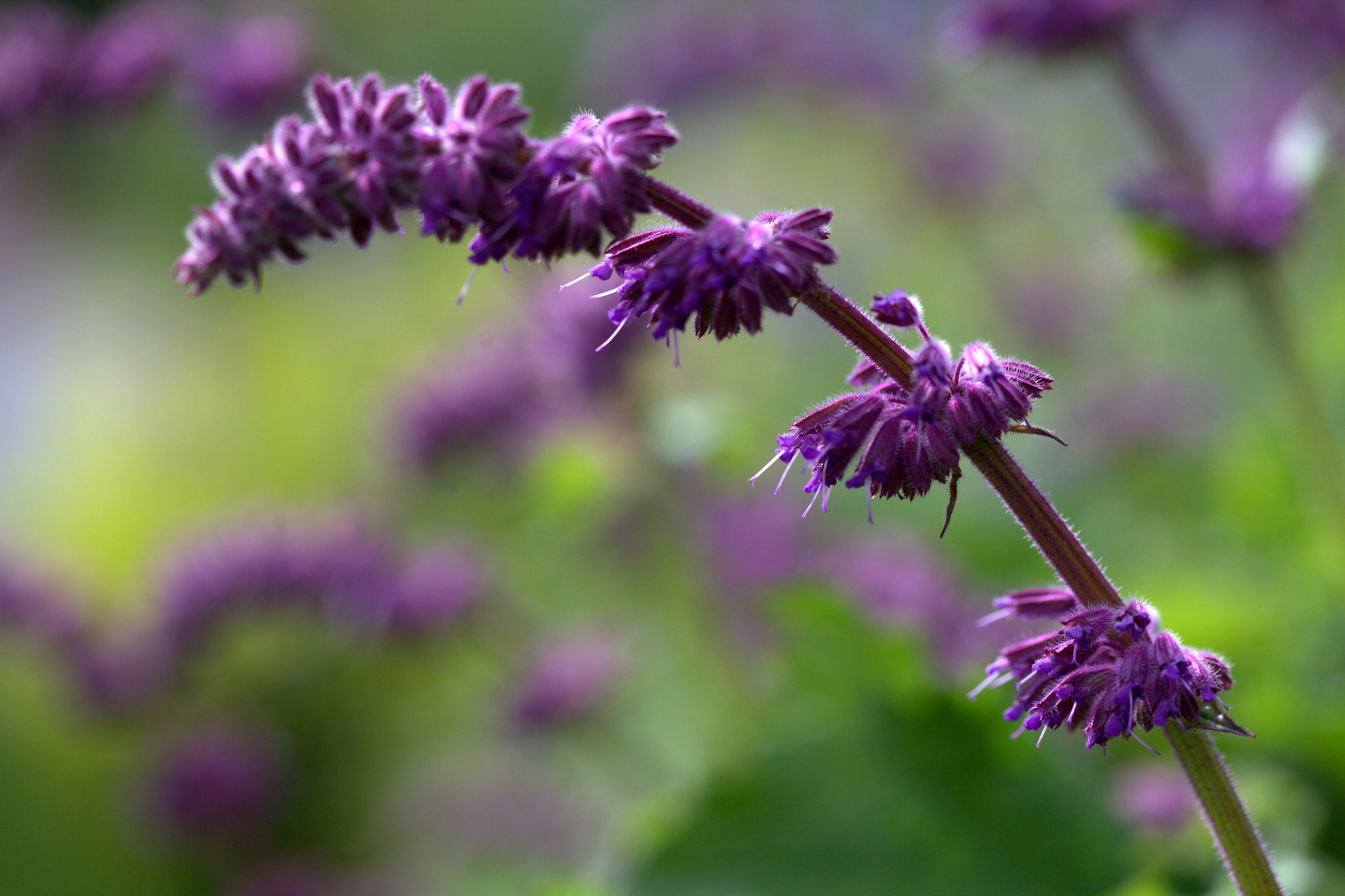
Шавлія кільчаста 'Purple Rain'

  - Кавказ: Вірменія; Азербайджан; Грузія
  - Західна Азія: Іран; Ірак; Туреччина
- Європа
  - Східна Європа: Білорусь, Молдова; Україна, європейська частина Росії
  - Середня Європа: Австрія; Чехословаччина; Угорщина; Польща
  - Південно-Східна Європа: Албанія; Болгарія; колишня Югославія; Греція; Італія; Румунія
  - Південно-Західна Європа: Франція; Іспанія

Зустрічається по всій Україні. Порівняно рідше в поліських районах. Європейсько-передньоазійський вид. Вид поширений у Центральній та Східній Європі та Західній Азії. Натуралізований в Північній Європі та Північній Америці.

## Хімічний склад
Наземна частина містить ефірні олії зеленкуватого кольору з дуже різким запахом.

## Використання
В 19 столітті шавлія кільчаста була найпопулярнішою пряністю. Листя її надають стравам сильний аромат зі специфічним прохолодним присмаком. На Кавказі їх їдять як приправу до жирних м'ясних страв, в Західній Європі і Середній Азії сухі листя використовують для ароматизації пива, як пряноароматичну приправу до сиру, юшки, м'ясу, стравам з дичини, свійської птиці, холодним м'ясним салатам. Збирають листки верхівок рослини разом з квітковими пуп'янками напередодні цвітіння. У кулінарії зустрічається у вигляді порошку.
Добрий медонос. Серед інших видів шавлій кільчаста є найбільш нектароносною. Виділяє до 900 кг нектару з 1 га, в посушливі роки медопродуктивність падає вдвічі. Мед високої якості, світло-бурштинового кольору, придатний для зимівлі бджіл.